# 北環綫

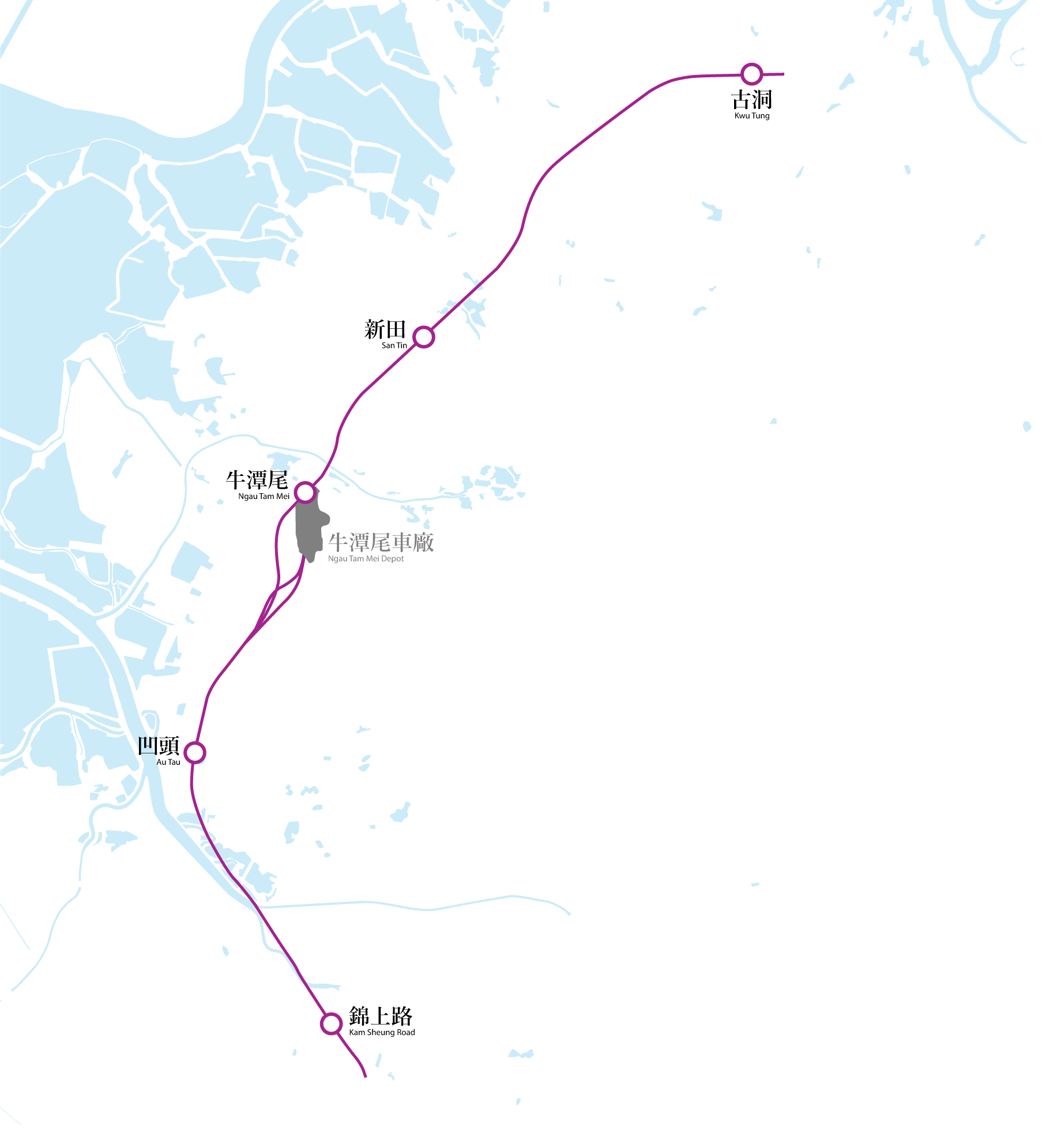
北環線2023年12月環評報告之走線

北環綫（英語：Northern Link）為港鐵即將準備興建的鐵路支綫之一，原屬港鐵西鐵綫第二期，將連接屯馬綫錦上路站及東鐵綫古洞站，並有支綫連接重建中的皇崗口岸。

## 歷史

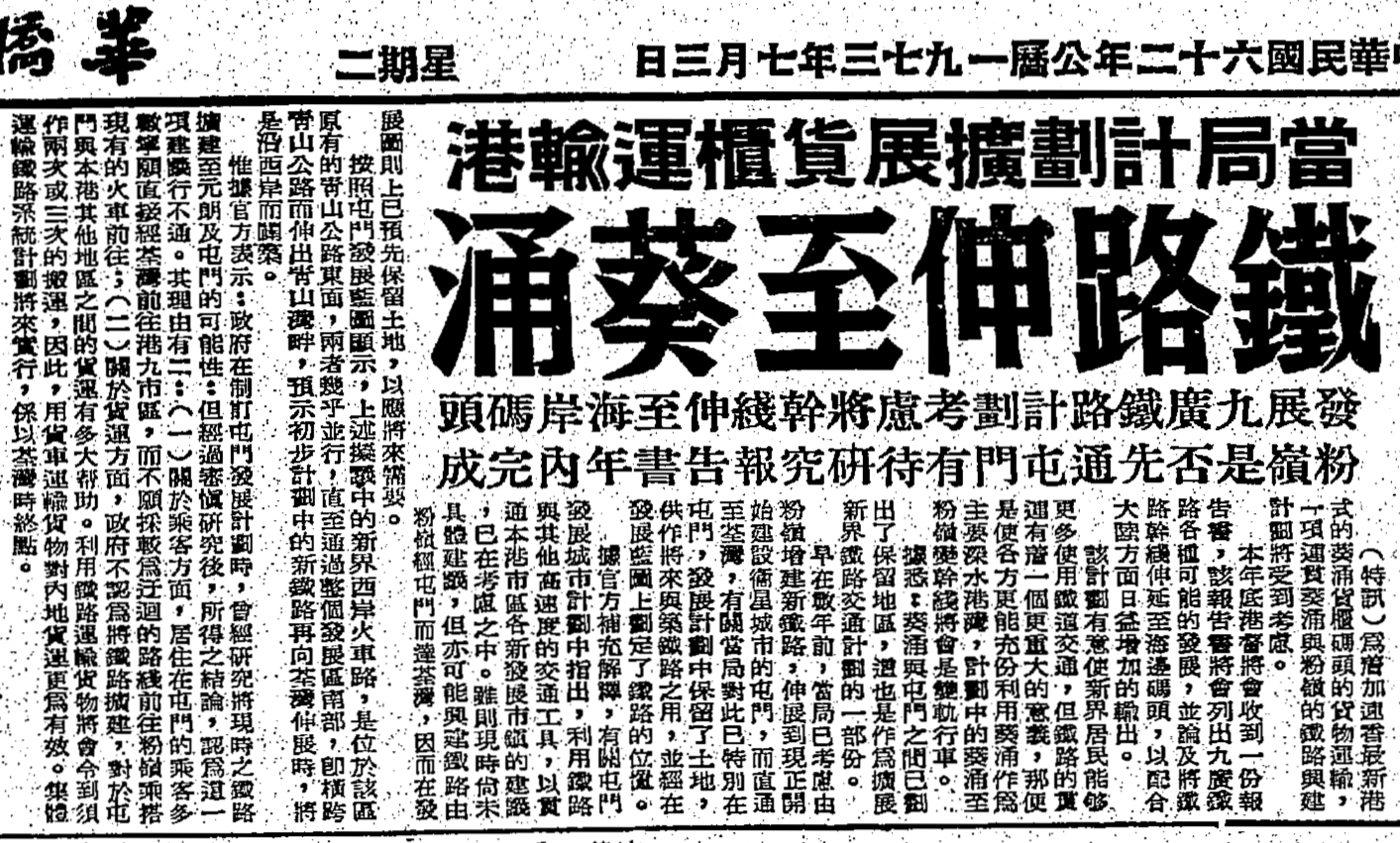
1973年7月3日《華僑日報》報導港府研究興建來往葵涌貨櫃碼頭的貨櫃鐵路及擴展九鐵服務，當中包括規劃粉嶺連接到元朗及屯門的路段，這個在1970年代至今一直未有落實的鐵路規劃，相當於建造橫跨新界北部的北環綫，並且在屯門沿青山公路的東面往南延伸，經荃灣連接葵涌，具備客運及貨櫃運輸的功能，至於文末提到的集體運輸系統，即當時已落實興建的香港地鐵，地鐵線在西北端的終點站將設於荃灣

早於1970年代初，為配合葵涌貨櫃碼頭在1972年啟用及發展屯門新市鎮，當時的港英政府已經研究建造由粉嶺通往屯門的客貨運鐵路，並由屯門往南延伸到荃灣及連接到葵涌，形成橫跨新界北部的鐵路線，並且與當年即將招標的香港地鐵荃灣綫配合，不過因為當年中國仍在文革時期，要實現跨境貨櫃運輸言之尚早，而且屯門及元朗居民大多希望新界西的鐵路可以接駁荃灣，來往九龍及港島市區會較直接，而不是先乘搭列車到粉嶺站再轉乘九鐵（今東鐵綫）出市區，所以直接連接新界東北及西北的客貨運鐵路計劃擱置，加上香港本身受到七三股災衝擊，同期又發生1973年石油危機導致全球經濟不景氣，不但西北鐵路（後來的西鐵綫）擱置，連帶香港地鐵工程也因為得標的日商退出，而需要縮減規模，先建造修正早期系統，荃灣綫要到1980年才逐步通車，西北鐵路則要到1990年代初再重啟。北環綫在1994年《鐵路發展策略》再被提及，當時是西部走廊鐵路近郊客運綫的一部份，也是港口鐵路線的一部份，因此1990年代規劃的北環綫與1970年代的方案同樣具有客運及貨櫃運輸的功能，後來港府將此段暫緩興建，稱之為西鐵第二期。及後在特區政府的《鐵路發展策略2000》被重點提出，為6個主要新鐵路計劃之一，目標在2011年至2016年完成，計劃連接羅湖站。由於特區政府於2009年放棄興建港口鐵路線，所以北環綫在之後的規劃只有客運功能。
近年，北環綫與廣深港高速鐵路香港段合併為一個項目進行研究，在廣深港高速鐵路香港段的「共用通道方案」下，高速鐵路列車將會行經北環綫錦上路至洲頭附近一段的路軌；然而共用通道方案在2007年8月香港政府決定採用「專用通道方案」的同時被否決。東鐵綫落馬洲支綫及屯馬綫錦上路站已經預留了設施以作伸延之用至今。
雖然九廣鐵路公司的鐵路網已經交予香港鐵路有限公司營運50年，而香港鐵路有限公司於2008年年報中亦有繪出北環綫之路綫，但是由於香港政府沒有表態，北環綫的處理也沒有包括在兩鐵合併的內容中，所以就興建計劃沒有確實的結果。
2009年，路政署向立法會表示，北環綫的規劃須要考慮到新界新發展區的規劃系數，預計有關土地用途、人口／就業數據的初步研究結果會在2010年年初得出，屆時會檢討北環綫工程計劃的擬議走綫、車站選址和實施時間表。《香港經濟日報》亦在同年4月14日引述消息指出香港政府內部已經確定有需要興建北環綫，以配合港深機鐵引發香港與深圳的經濟發展。
2012年4月20日，香港政府提前完成並且公布《鐵路發展策略2000》的檢討報告，透過「我們未來的鐵路」第一階段進行為期3個月的諮詢。
2014年9月17日，運輸及房屋局公佈《鐵路發展策略2014》，正式落實興建北環綫，初步預計將於2018年動工，2023年通車。
2018年3月8日，港鐵行政總裁梁國權於全年業績發佈會中表示，北環綫的建議書已轉交特區政府考慮。惟因沙中綫爆出偷工減料醜聞，運輸及房屋局局長陳帆表示規劃北環綫需詳細評估和紓緩鐵路走綫對具生態價值地區的影響，要求港鐵補交更多資料，故新綫的工程時間表會因應情況變化而有所調整。
2019年10月，時任行政長官林鄭月娥在施政報告中提及北環綫，但仍未有實際時間表。
2020年11月，時任行政長官林鄭月娥在施政報告中提及會加緊落實北環綫，配合古洞北新發展區公營房屋入伙，帶動新田、牛潭尾及凹頭一帶發展。政府至今在沿綫附近物色到總面積約90公頃（相當於4個太古城）的房屋用地並陸續進行研究，當中包括新田/落馬洲樞紐，若落實北環綫，土地可望帶來超過7萬個房屋單位。
2020年12月16日，時任行政長官林鄭月娥會同行政會議已批准政府邀請港鐵開展北環綫項目的詳細規劃及設計，該線全長10.7公里，並將分兩期推展，第一期先興建在東鐵綫落馬洲支綫上增設的古洞站，料2023年動工、2027年竣工，造價達35億港元；第二期則為現屯馬綫錦上路站及古洞站之間的北環綫主綫，並於新田、牛潭尾及凹頭增設3個中途站，料2025年動工，2034年竣工，造價為585億港元。
2021年10月，時任行政長官林鄭月娥在施政報告中提及，因應《北部都會區發展策略》，北環線主線將由古洞站向東延伸，並預計增設「羅湖南」、「文錦渡」、「老鼠嶺」、「香園圍」、「打鼓嶺」、「坪輋」、「皇后山」及「安樂村」共八個車站。
而北環線支線則由新田站向北延伸，經洲頭站前往位於落馬洲河套地區的港深創新及科技園後，再接入重置後的深圳皇崗口岸之地下預留位置，並以一地兩檢形式與深圳通關。
2023年10月，行政長官李家超在施政報告中提出，原先呈環狀的北環綫東延綫分拆出新界東北綫，而新建議的東延綫則只經羅湖南、文錦渡等地區，並伸延至坪輋。2024年12月，發展局公佈新界北新市鎮和馬草壟初步發展建議，包含鐵路的最新建議走線，暫定於部分新社區落成入伙後才竣工通車。
2025年4月8日，行政長官會同行政會議批准北環線主線方案。
2025年7月9日，港鐵與政府簽訂北環綫第一部分協議，涵蓋主綫部分路段的設計及建造工作，以及過境支綫的設計，並以擁有權及「鐵路加物業」形式交由港鐵興建，該部分預計2031年完工；而其餘路段則有待簽訂協議，但兩部分將於2034年同步通車。

## 定綫
原計劃的北環綫由屯馬綫錦上路站出發，在中途的凹頭、牛潭尾及新田設3個預留車站，取消了原來於《鐵路發展策略2000》中建議新田與古洞之間連接九廣西鐵（現屯馬綫）和九廣東鐵（東鐵綫）的直通路綫，然後在新興建的洲頭站接駁東鐵綫落馬洲支線，最後連接支綫既有的落馬洲站，兩鐵合併後，港鐵仍然沿用此方案。
北環綫車廠增設於牛潭尾站旁，但港鐵至今仍未透露會否共用屯馬綫列車或者增購新列車。
2010年9月，港鐵於中期報告中修改了走綫，新的路綫與當年的《鐵路發展策略2000》提出的計劃相似，以丫形分岔設計，一方面同樣連接東鐵綫落馬洲支線落馬洲站，並且取消興建洲頭站，改為興建另一條分岔線到古洞站作為東鐵綫及北環線的換乘車站，以梅花間竹的方式輪流前往落馬洲站或古洞站。若果落實，北環線將會成為通往落馬洲鐵路口岸的第2條鐵路。
2012年4月20日，北環綫興建計劃擱置多年後納入最新一次的公眾諮詢內容，走線更長遠至可以伸延至打鼓嶺。顧問指出，因為新發展區的規劃情况近年大幅改變，故此原本建議於凹頭、牛潭尾及新田興建的車站或會取消，走線日後可以選擇由錦上路直達古洞或落馬洲，再接駁至落馬洲支線。報告指出，按照原有規劃，北環線途經過牛潭尾及新田等地，本來預計於2016年會有20萬人居住，但是由於香港人口增長程度放緩，只有古洞北被納入為新發展區研究，預計日後只會有6.5萬人，故此北環綫的原設計的車站可以減少。相反，因應《新界東北發展計劃》的預定人口密度不斷提高，北環線計劃向東伸延，連接粉嶺北新市鎮及坪輋／打鼓嶺新市鎮。
2014年9月17日，《鐵路發展策略2014》建議率先興建北環綫錦上路站至古洞站段，而支綫錦上路站至落馬洲站則暫緩興建，並視乎未來跨境運輸需求的增長，才增設此段跨境支線。另外，北環綫仍會預留土地，以供日後於凹頭、牛潭尾及新田增設中途站，並向東延伸至粉嶺北、恐龍坑／坪輋／打鼓嶺。
2019年6月，皇崗口岸臨時旅檢場地建設項目開工，皇崗口岸重建正式啟動。預留後期升級為「合作查驗、一次放行」查驗模式的空間。計劃引入廣深中軸城際軌道、穗莞深城際軌道和深圳地鐵20號線，並且預留港鐵北環線支線接入條件。
2020年12月16日，行政長官會同行政會議已批准政府邀請港鐵開展北環線項目的詳細規劃及設計，該線全長10.7公里，第一期先興建在東鐵綫落馬洲支線上增設的古洞站，第二期則為屯馬綫錦上路站及古洞站之間的北環線主線，並於新田、牛潭尾及凹頭增設3個中途站，建成啟用後會在新界及九龍形成的一個環狀鐵路，料可改善新界東與新界西之間的運輸連接。該局稱目前繁忙時間往返元朗或錦上路及古洞之間的路面車程需時約60至80分鐘，北環線主線啟用後，可縮短至12分鐘。該局料北環線主線50年的營運期內可為公眾合共節省約4.9億小時的交通消耗時間，合計經濟效益約為470億港元。
值得一提的是，於1905年九廣鐵路規劃階段時，曾有行經該地區且走線相近之計劃，並於新田設旗站。

## 車站及接駁路綫
|                                                               |  |  | 站名           | 站名       | 轉乘路綫      | 轉乘路綫                       | 所在行政區域 | 通車日期   |
| ------------------------------------------------------------- |  |  | -------------- | ---------- | ------------- | ------------------------------ | ------------ | ---------- |
|                                                               |  |  | 東延段         |            |               |                                |              |            |
|                                                               |  |  | 坪輋           | 坪輋       | 新界東北綫    | 新界東北綫                     | 北區         | 規劃中     |
|                                                               |  |  | 恐龍坑         | 恐龍坑     | -             | -                              | 北區         | 規劃中     |
|                                                               |  |  | 文錦渡         | 文錦渡     | 文锦站        | █深圳地铁9号线                 | 北區         | 規劃中     |
|                                                               |  |  | 羅湖南         | 羅湖南     | 東鐵綫        | 東鐵綫                         | 北區         | 規劃中     |
|                                                               |  |  | 皇崗口岸支綫   |            |               |                                |              |            |
|                                                               |  |  | 皇崗口岸       | 皇崗口岸   | 皇岗口岸站    | █深圳地铁7号线 █深圳地铁20号线 | 福田區       | 預計2034年 |
|                                                               |  |  | 落馬洲河套     | 落馬洲河套 | -             | -                              | 北區         | 預計2034年 |
|                                                               |  |  | 洲頭           |            | -             | -                              | 北區         | 預計2034年 |
|                                                               |  |  | 北環綫二期[P2] |            |               |                                |              |            |
|                                                               |  |  | 古洞           | 古洞       | 東鐵綫        | 東鐵綫                         | 北區         | 預計2034年 |
|                                                               |  |  | 古洞           | 古洞       | 東鐵綫        | 東鐵綫                         | 北區         | 預計2034年 |
|                                                               |  |  | 新田           | 新田       | -             | -                              | 元朗區       | 預計2034年 |
|                                                               |  |  | 牛潭尾         |            | -             | -                              | 元朗區       | 預計2034年 |
|                                                               |  |  | 凹頭           |            | -             | -                              | 元朗區       | 預計2034年 |
|                                                               |  |  |                | 錦上路     | 屯馬綫 中鐵綫 | 屯馬綫 中鐵綫                  | 元朗區       | 預計2034年 |
| 附註                                                          |  |  |                |            |               |                                |              |            |
| - P2 北環綫一期工程為古洞站工程，二期工程則為古洞至錦上路段。 |  |  |                |            |               |                                |              |            |
| 论 编                                                         |  |  |                |            |               |                                |              |            |

## 物業發展
作為北環綫第一階段的財務安排，政府將批出下列上蓋住宅項目予港鐵：
| 車站       | 物業項目地皮                                     |
| ---------- | ------------------------------------------------ |
| 錦上路站   | 錦上路站第二期                                   |
| 新田站     | 新田第4D區、第6A區、第2A區                       |
| 古洞站     | 古洞北第22區（東）、第26區（西）、第14區、第15區 |
| （不適用） | 粉嶺北第13區（東）、第16區                       |

## 註解
1. ↑  原為政府持有、港鐵代理之西鐵綫上蓋項目，現時改由港鐵直接持有及發展。

## 外部連結
- 港鐵北環綫項目網站 （页面存档备份，存于）
- 香港立法會北環線資料庫（页面存档备份，存于）
- 路政署網頁：道路及鐵路網 - 北環線
- 《鐵路發展策略》檢討
- 香港鐵路大典上的相关条目：北環綫